# Asura phantasma
Asura phantasma är en fjärilsart som beskrevs av George Francis Hampson 1907. Asura phantasma ingår i släktet Asura och familjen björnspinnare. Inga underarter finns listade i Catalogue of Life.